# Aljoscha Kemlein
Aljoscha Kemlein (* 2. August 2004 in Berlin) ist ein deutscher Fußballspieler, der beim 1. FC Union Berlin unter Vertrag steht.

## Karriere
Aljoscha Kemlein durchlief ab der D-Jugend die Nachwuchsabteilung des 1. FC Union Berlin, nachdem er 2016 vom SC Berliner Amateure ans Nachwuchsleistungszentrum des damaligen Zweitligisten gewechselt war. Auch sein älterer Bruder Nikolai Kemlein spielte in der Jugendabteilung der Unioner.
In der Saison 2021/2022 bestritt Kemlein als Kapitän der A-Junioren-Bundesliga-Mannschaft alle Partien und wurde für die U18-Nationalmannschaft nominiert. Im September 2022 unterzeichnete er dann seinen ersten Lizenzspielervertrag bei Union Berlin, kam aber in der Spielzeit 2022/2023 auf keinen Pflichtspieleinsatz in der Profimannschaft. Sein Debüt für die Bundesligamannschaft gab er zum Saisonstart 2023/2024 im Heimspiel gegen den 1. FSV Mainz 05, in dem er in der 89. Minute für Aïssa Laïdouni eingewechselt wurde.
Seinen ersten Einsatz in der UEFA Champions League hatte Aljoscha Kemlein am 20. September 2023. Im ersten Champions-League-Spiel des 1. FC Union Berlin wurde der Neunzehnjährige beim Stand von 0:0 gegen Real Madrid im Estadio Santiago Bernabéu in der 83. Minute für Lucas Tousart eingewechselt. Er ist damit der jüngste in der Champions League eingesetzte Spieler des Vereins. Die Partie ging durch ein Tor in der Nachspielzeit 0:1 verloren.
Im Januar 2024 wechselte er auf Leihbasis für die restliche Saison zum FC St. Pauli.

## Titel
- Deutscher Zweitligameister und Aufstieg in die Bundesliga: 2024